# Probabilidad a priori
En inferencia estadística Bayesiana, una distribución de probabilidad a priori de una cantidad p desconocida, es la distribución de probabilidad que expresa alguna incertidumbre acerca de p antes de tomar en cuenta los datos.
Aplicando el Teorema de Bayes, la probabilidad a priori se multiplica por la verosimilitud; al normalizar se obtiene la distribución de probabilidad a posteriori, la cual es la probabilidad de la distribución condicional dados los datos.
Los parámetros de las distribuciones a priori son llamados hiperparámetros, para distinguirlos de los parámetros del modelo. Por ejemplo, si se está usando una distribución beta para modelar la distribución del parámetro p, entonces:
- p es un parámetro de una distribución Bernoulli, y
- α y β son parámetros de la distribución a priori (distribución beta), y por lo tanto hiperparámetros.

Una distribución de probabilidad a priori informativa expresa información específica y definida acerca de una variable. Una distribución de probabilidad a priori no informativa expresa información general acerca de una variable.